# Pride N Joy
Pride N Joy è un singolo del rapper statunitense Fat Joe, pubblicato nel 2012 e realizzato in collaborazione con Kanye West, Miguel, Jadakiss, Mos Def, DJ Khaled, Roscoe Dash e Busta Rhymes.

## Tracce
1. Pride N Joy (radio version)
2. Pride N Joy (explicit version)

## Video
Il videoclip della canzone è stato diretto da Hype Williams. In esso non appare Mos Def; al suo posto c'è Ashanti.